# Pentamètre
Un pentamètre  (du grec ancien πέντε / pénte (« cinq ») et μέτρον / métron (« mesure »)) est un mètre qui a été surtout utilisé dans la métrique antique en grec ancien et en latin, puis en allemand et en anglais. Comme son nom l'indique, il se compose de cinq pieds (et non de cinq syllabes). 
Le pentamètre iambique est le vers par excellence de la littérature anglaise alors que c'est plutôt le pentamètre dactylique qu'utilisaient, d'ailleurs exclusivement dans le distique élégiaque, Grecs et Romains.